# 岡本正重
岡本 正重（おかもと まさしげ、永正3年（1506年）? - 天文7年（1538年）？）は、下野国の戦国時代の武将。居城は松ヶ嶺城。内匠頭を名乗る。岡本重親の子。塩谷義孝の側室となった娘と、正親、氏宗、光貞の3人の男子がいる。

## 経歴
下野国塩谷郡の国人領主塩谷氏の重臣岡本重親の子で、系図によれば、清党（清原氏を祖とする芳賀氏を中心とした下野の武将一族）岡本氏の4代目の当主。ただ、代数については、父重親と祖父正高の親子関係が年代的に成立しないため疑わしい。烏山岡本氏系譜によれば、生まれは塩谷庄であるというため、正重は、父重親が主君塩谷孝綱に従い、塩谷郡に下ってから生まれたと考えられている。
事績についてはほとんど記録に残っていないが、娘を主君である義孝の側室にし、3人の男子をもうけるなど、正重の時代の岡本氏は、かなり繁栄していたものと考えられている。
宇都宮氏と那須氏の合戦の際に佐久山にて33歳で討死した。法名は常照院殿松誉道経大居士。

## 生没年について
矢板市史によれば、岡本氏の菩提寺である鏡山寺に残る系譜と烏山岡本系譜では異なり、鏡山寺岡本系譜では、天文14年（1545年）に宇都宮氏と那須氏の合戦の際に佐久山にて33歳にて討死とし、烏山岡本系譜では天文18年（1549年）9月29日に30歳で討死したとしており、見解の違いが見られる。ただ、仮に烏山岡本系譜を正しいとすると、正重の生年は永正17年（1520年）となり、子である正親とは8歳しか違わないことになってしまうため、鏡山寺岡本系譜の方が有力であるとしている。それでも、仮に鏡山寺岡本系図を正しいとしても、正親との年齢差は15歳なので、正親の上に塩谷義孝の側室となった姉がいる事を考えると、親子関係を成立させる年齢としては無理が生じるという見方もある。
一方で、下野史談に掲載された烏山岡本氏系譜を確認すると、正重の没年について、天文戊戌年没（月日の記載は無し）、つまり天文7年（1538年）に没したと記されており、矢板市史の天文18年没という記載がいずれのものか、あるいは誤記か確認出来ない。しかしながら、こちらの烏山岡本氏系譜の記載に従えば、正親との年齢差は22歳になり、年齢的には無理のない親子関係が成立する事になる。
他方、正重の没年については、天文2年（1533年）とするものもある。
正重の没年については諸説あるが、現在のところ烏山岡本氏系譜の記載である天文7年33歳没説（没年齢については各系図とも33歳没で同じ）が有力となっている。